# Ribera de Vallàuria
La Ribera de Vallàuria és un torrent de la Catalunya Nord, d'orientació sud-oest - nord-est. És un curs d'aigua de la comarca del Rosselló, de règim torrencial, que neix a la Serra de l'Albera, en el terme de Banyuls de la Marenda,
Els seus 8 quilòmetres, aproximadament, de recorregut discorren únicament pel terme de Banyuls de la Marenda. El seu curs és molt sinuós en el seu tram final, atesa la poca alçària per on corre la seva llera. El primer tram, tanmateix, és un curs de muntanya que va resseguint la seva vall.
En el seu darrer tram, quan passa pel nucli urbà de Banyuls de la Marenda, és denominat la Bassa.